# Saint-Pierre-de-Mailloc
Saint-Pierre-de-Mailloc és un municipi francès situat al departament de Calvados i a la regió de Normandia. L'any 2007 tenia 468 habitants.

## Demografia

### Població
El 2007 la població de fet de Saint-Pierre-de-Mailloc era de 468 persones. Hi havia 170 famílies de les quals 40 eren unipersonals (20 homes vivint sols i 20 dones vivint soles), 59 parelles sense fills, 67 parelles amb fills i 4 famílies monoparentals amb fills.
La població ha evolucionat segons el següent gràfic:
Habitants censats

### Habitatges
El 2007 hi havia 220 habitatges, 174 eren l'habitatge principal de la família, 32 eren segones residències i 14 estaven desocupats. 215 eren cases i 1 era un apartament. Dels 174 habitatges principals, 158 estaven ocupats pels seus propietaris, 14 estaven llogats i ocupats pels llogaters i 2 estaven cedits a títol gratuït; 1 tenia una cambra, 6 en tenien dues, 11 en tenien tres, 38 en tenien quatre i 118 en tenien cinc o més. 119 habitatges disposaven pel capbaix d'una plaça de pàrquing. A 68 habitatges hi havia un automòbil i a 88 n'hi havia dos o més.

### Piràmide de població
La piràmide de població per edats i sexe el 2009 era:
| Homes | Edats   | Dones |
| ----- | ------- | ----- |
| 0     | 95 o +  | 0     |
| 0     | 90 a 94 | 4     |
| 4     | 85 a 89 | 0     |
| 4     | 80 a 84 | 4     |
| 12    | 75 a 79 | 12    |
| 0     | 70 a 74 | 8     |
| 4     | 65 a 69 | 12    |
| 4     | 60 a 64 | 4     |
| 0     | 55 a 59 | 8     |
| 24    | 50 a 54 | 8     |
| 28    | 45 a 49 | 20    |
| 16    | 40 a 44 | 16    |
| 8     | 35 a 39 | 16    |
| 8     | 30 a 34 | 16    |
| 12    | 25 a 29 | 12    |
| 8     | 20 a 24 | 0     |
| 20    | 15 a 19 | 20    |
| 24    | 10 a 14 | 12    |
| 8     | 5 a 9   | 8     |
| 20    | 0 a 4   | 8     |

## Economia
El 2007 la població en edat de treballar era de 297 persones, 210 eren actives i 87 eren inactives. De les 210 persones actives 199 estaven ocupades (115 homes i 84 dones) i 11 estaven aturades (6 homes i 5 dones). De les 87 persones inactives 34 estaven jubilades, 19 estaven estudiant i 34 estaven classificades com a «altres inactius».

### Ingressos
El 2009 a Saint-Pierre-de-Mailloc hi havia 179 unitats fiscals que integraven 487 persones, la mediana anual d'ingressos fiscals per persona era de 16.701 €.

### Activitats econòmiques
Dels 11 establiments que hi havia el 2007, 2 eren d'empreses de construcció, 1 d'una empresa de transport, 1 d'una empresa d'hostatgeria i restauració, 2 d'empreses financeres, 2 d'empreses de serveis i 3 d'empreses classificades com a «altres activitats de serveis».
Dels 4 establiments de servei als particulars que hi havia el 2009, 1 era un guixaire pintor, 1 fusteria, 1 perruqueria i 1 saló de bellesa.
L'any 2000 a Saint-Pierre-de-Mailloc hi havia 17 explotacions agrícoles que ocupaven un total de 375 hectàrees.

## Equipaments sanitaris i escolars
El 2009 hi havia una escola elemental integrada dins d'un grup escolar amb les comunes properes formant una escola dispersa.

## Poblacions més properes
El següent diagrama mostra les poblacions més properes.